# Roodkeelhoningeter
De roodkeelhoningeter (Conopophila rufogularis) is een zangvogelsoort uit de familie honingeters (Meliphagidae). Het is een endemische vogelsoort uit Australië.

## Beschrijving
De roodkeelhoningeter is 13 tot 14 cm lang. Het is een grijsbruine vogel, qua formaat en gedrag een typische Australische honingeter met geel op de slagpennen en een roodbruine vlek op de keel als opvallende kenmerken.

## Verspreiding en leefgebied
De roodkeelhoningeter komt voor in een enkele honderden kilometers brede strook langs de noordkust van Australië van West-Australië tot in Queensland. Het is een vogel van diverse typen landschap met bos en struiken met water of moeras in de buurt. Soms ook in parken en bij menselijke nederzettingen.

## Status
De grootte van de populatie is niet gekwantificeerd, maar er is geen aanleiding te veronderstellen dat de soort in aantal achteruit gaat. Om deze redenen staat deze honingeter als niet bedreigd op de Rode Lijst van de IUCN.